# Store Solt Sogn
Store Solt Sogn (på tysk Kirchspiel Großsolt) er et sogn i det nordlige Sydslesvig, tidligere i Ugle Herred (Flensborg Amt), nu i kommunen Store Solt i Slesvig-Flensborg Kreds i delstaten Slesvig-Holsten.
I Store Solt Sogn findes flg. stednavne:
- Bistoft
- Bistoftskov
- Bregnegård (Bregengaard)
- Estrup
- Kollerup
- Møllebro (Mühlenbrück)
- Nørreskjel (kolonistbyen, resten til Havetoft Sogn, Nordscheide)
- Soltbro (Großsoltbrück)
- Soltskov (Großsoltholz)
- Store Solt (Großsolt)